# Портнов, Георгий Анатольевич
Гео́ргий Анато́льевич Портно́в (17 августа 1928, Ашхабад — 8 ноября 2017, Санкт-Петербург) — советский и российский композитор, дирижёр. Заслуженный деятель искусств РСФСР (1976).

## Биография
В школьном возрасте занимался в отделе художественного воспитания Ленинградского Дворца пионеров.
В 1943—1948 гг. учился в Сухумском музыкальном училище имени Д. Аракишвили, в 1948—1950 гг. — в музыкальном училище при Ленинградской консерватории. В 1955 г. окончил Ленинградскую консерваторию им. Н. А. Римского-Корсакова (класс композиции О. Е. Евлахова, учился также у Г. И. Уствольской и Ю. В. Кочурова).
В 1952—1955 гг. — концертмейстер самодеятельных коллективов в Ленинграде. В 1960—1961 гг. — главный редактор музыкальных передач Ленинградской студии телевидения. В 1968—1973 гг. — заместитель директора Ленинградского академического театра оперы и балета им. С. М. Кирова, с 1977 г. — главный редактор Ленинградского отделения издательства «Советский композитор», дирижёр оркестра Ленинградского академического театра драмы им. А. С. Пушкина. Руководитель музыкальной части Александринского театра.
Член Союза композиторов СССР (с 1957 г.), Союза композиторов России.
Лауреат Гранд-премии «КиноВатсон» (2010).
Похоронен на Литераторских мостках.

## Творчество
Им написаны опера, балет, симфонические и камерные произведения, десятки песен.

### Избранные сочинения
опера
«Король и Золушка»
балеты
- 1952 «Партизанка» (хореографическая картина)
- 1953 «Раймонда Дьен»
- 1956 «Дочь снегов»

оперетты
- 1962 «Улыбнись, Света»
- 1966 «Друзья в переплёте»
- 1967 «Верка и алые паруса» (совместно с М. Лившицем и М. Петровым)
- 1970 «Третья весна» («Там, вдали за рекой»)
- 1973 «Такой счастливый день»
- 1973 «Иосиф Швейк против Франца-Иосифа»
- «В начале мая»

симфонические произведения
- 1953 «Чешская сюита» — для симфонического оркестра
- 1955 «Твои друзья» (слова разных авторов) — сюита для хора, солистов и симфонического оркестра
- 1975 «Светлый реквием» (слова Э. Багрицкого и Д. Самойлова) — поэма для чтеца и симфонического оркестра
- 1976 «Даурия» — поэма
- «Северная рапсодия»

для скрипки и органа
- 1954 Соната (2-я ред. — 1976)

для эстрадного оркестра
- увертюры, пьесы;

вокальные произведения
- романсы на слова A. Пушкина, М. Лермонтова и др.
- хоры на слова советских поэтов
- песни
  - на слова Л. Гаврилова — Добрый город (1972)
  - на слова Е. Гвоздева — Белые ночи (1962), Песня рыболовов (1962), Моя работа (и собственные, 1975)
  - на слова Б. Герша и Г. Прусова — Когда идет пехота (1975)
  - на слова К. Григорьева — Песенка о ветре (1966), Давайте знакомиться, месяц май (1968)
  - на слова Л. Лучкина — Планета на наших плечах (1975)
  - на слова Б. Метлина — Три верблюда (1957)
  - на слова А. Ольгина — Ходишь ты мимо (1974)
  - на слова Ю. Погорельского — Песенка о дельфине (1969), Всё до свадьбы заживёт (1972), Увольнительная (1972), Зимний Ленинград (1973), Корчагинцы 70-х (и А. Братова, 1976), От любви не спрятаться (1976)
  - на слова Ю. Принцева — Наша весна (1960), Первое сентября (1960), Песня следопытов (1960), Я счастье несу (1962), Мечтают мальчишки (1964), Неужели это мне одной (1965), Песенка о Шувалове (1966), Партии рядовой (1967), Песенка о Люське, зависти и цветах (1967)
  - на слова А. Прокофьева — Цветут сады (1960)
  - на слова И. Резника — Берег детства (1975), Тёплая осень (1975), Не цветёт зимою вишня (1976), Придёт любовь (1976)
  - на слова М. Рома — Песенка о первой любви и рыжем апельсине (1973)
  - на слова К. Рыжова — Волны (1975)
  - на слова М. Светлова — Метёт метель (1967), Эй, трубач молоденький (1968)
  - на слова В. Суслова — Неизвестный отряд (1966), Дорога отцов (1968), На старт (1970), Увела солдат война (1970), Здравствуй, учитель (1971)
  - на слова Г. Тумаринсона — Почтовый ящик (1976)
  - на слова С. Фогельсона — Зимняя песенка (1966), Песня — девиз боевой (1976)
  - на слова Л. Шишко — А сердце ждёт (1971)
  - на слова А. Шутко — Я вернусь (1976)
  - на народные слова — Ёлочка (1963), Не вечор ли (1973)
  - на собственные слова — Влюблённый город (1965), Если б сказала «да» (1967), Память (1974)

спектакль-концерт
- 1959 «Взвейтесь кострами»

музыка к спектаклям
- «Я вам нужен, Господа!» (комедия по пьесе А. Н. Островского «На всякого мудреца довольно простоты») — Таганрогский драматический театр имени А. П. Чехова
- «Когда горит сердце»
- «Дали неоглядные»
- «Древо жизни»
- «Пятый десяток»
- «Егор Булычов и другие»
- «Проводы белых ночей»
- «Сирано де Бержерак»

музыка к радиосказкам
- «Ухти-Тухти»
- «Золушка»
- «Бибишка — Славный Дружок»

музыка к кинофильмам
- 1962 — 713-й просит посадку
- 1962 — Прошлым летом (короткометражный)
- 1964 — Весеннее настроение (фильм-спектакль)
- 1964 — Когда песня не кончается : песня «Неужели это мне одной», слова Ю. Принцева
- 1965 — Давайте знакомиться: месяц Май (фильм-спектакль)
- 1967 — День солнца и дождя
- 1967 — Суд (короткометражный)
- 1968 — На войне как на войне
- 1970 — Семь невест ефрейтора Збруева
- 1971 — Даурия
- 1973 — Старые стены
- 1973 — Чтобы быть счастливым!
- 1976 — Старые друзья — песни на стихи Михаила Светлова
- 1980 — Холостяки (короткометражный)
- 1981 — Вот такая музыка — текст песен Глеба Горбовского
- 1981 — Други игрищ и забав (короткометражный)
- 1981 — Трижды о любви
- 1983 — За синими ночами
- 1983 — Пятый десяток (фильм-спектакль)
- 1985 — Не имеющий чина
- 1987 — Мы — ваши дети
- 1992 — Тишина

Участвовал в документальном фильме «Гениальный отшельник. Вечная музыка Шварца» (2008)